# Karjalai nyelv
A karjalai nyelv vagy karél nyelv vagy karéliai nyelv a finnel igen közeli rokonságban áll, attól annyiban tér el, hogy a 19-20. századi változásait nem követte. Nincs egységes karjalai nyelv, minden írója a helyi dialektust és a finn ábécé néhány betűvel bővített változatát használja. A finnugor nyelvek közé tartozik.
A nyelvet leginkább a Karjalai Köztársaságban beszélik (Oroszország).

## Beszélőinek száma
A statisztikák szerint a karjalaiak lélekszáma 138 ezer, amelyből a Karjalai Köztársaságban kb. 85 ezer karjalai él. A Karjalai Köztársaság hivatalos nyelvei a finn és az orosz.

## Hangtan
A modern karjalai írás alapvetően a finn ábécére és helyesírására épül. Habár a karjalai nyelv néhány vonása különbözik a finntől:
- A karjalai nyelv rés- és zár-rés hangjainak rendszere kiterjedtebb – a finnben csak egy s hang van.
- A fonemikus zöngésítés is előfordul.
- A karjalai nyelv megőrizte a palatalizációt, amit gyakran aposztróffal jelöl (pl. d’uuri).
- Az 'ü' betűt szövegekben olykor y betűvel helyettesítik.
- A c betű a /ts/ hangot jelöli, habár a ts is használatos. A c sokkal inkább az orosz nyelvből átvett szavakban jelenik meg.

Ezek a különbségek nem csupán az orosz hatásnak köszönhetőek, már az ősi nyelvben is megtalálhatók voltak.
| B b | Č č | D d | E e | F f | G g |     |
| H h | I i | J j | K k | L l | M m | N n |
| O o | P p | R r | S s | Š š | Z z | Ž ž |
| T t | U u | V v | Y y | Ä ä | Ö ö | '   |

| Affrikáták |        |           |                 |                 |
| Betű       | Magyar | Fonetikus | karél           | finn            |
| c          | c      | [t͡s]      | kuccu           | kutsu           |
| č          | cs     | [t͡ʃ]      | šoma, seiččemän | soma, seitsemän |
| s          | sz     | [s]       | se              | se              |
| š          | s      | [ʃ]       | niškoi          | niskoihin       |
| z          | z      | [z]       | tazavalda       | tasavalta       |
| ž          | zs     | [ʒ]       | kiža, liedžu    | kisa, lietsu    |